# Matucana tuberculata
Matucana tuberculata är en kaktusväxtart som först beskrevs av Donald, och fick sitt nu gällande namn av Bregman. Matucana tuberculata ingår i släktet Matucana och familjen kaktusväxter. Inga underarter finns listade i Catalogue of Life.

## Bildgalleri

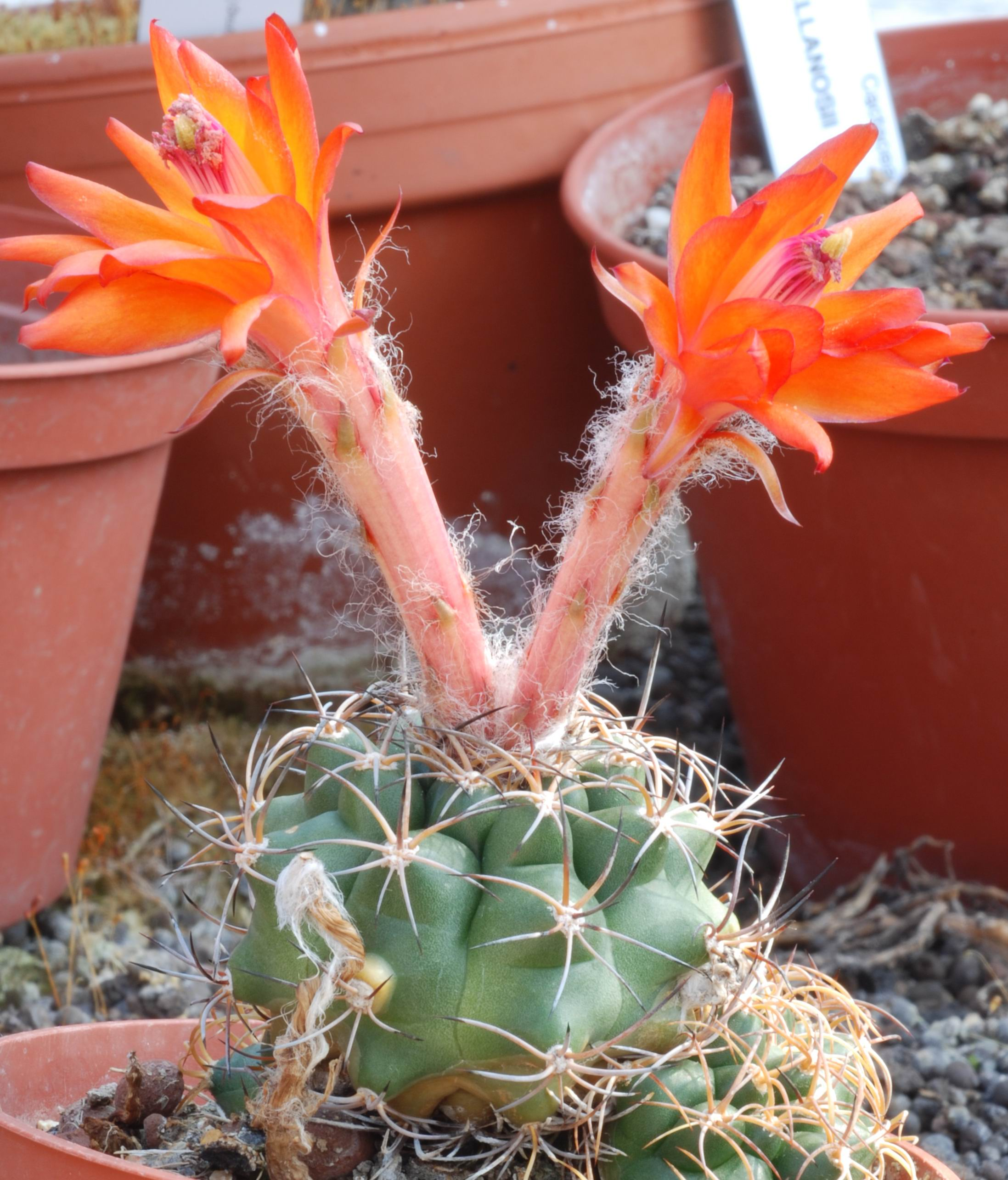